# کوته‌مهر
کوته‌مهر یکی از روستاهای استان آذربایجان شرقی است که در دهستان بناجوی غربی بخش مرکزی شهرستان بناب واقع شده‌است.این روستا ۳۳۷ نفر جمعیت دارد.